# Speedhub 500/14

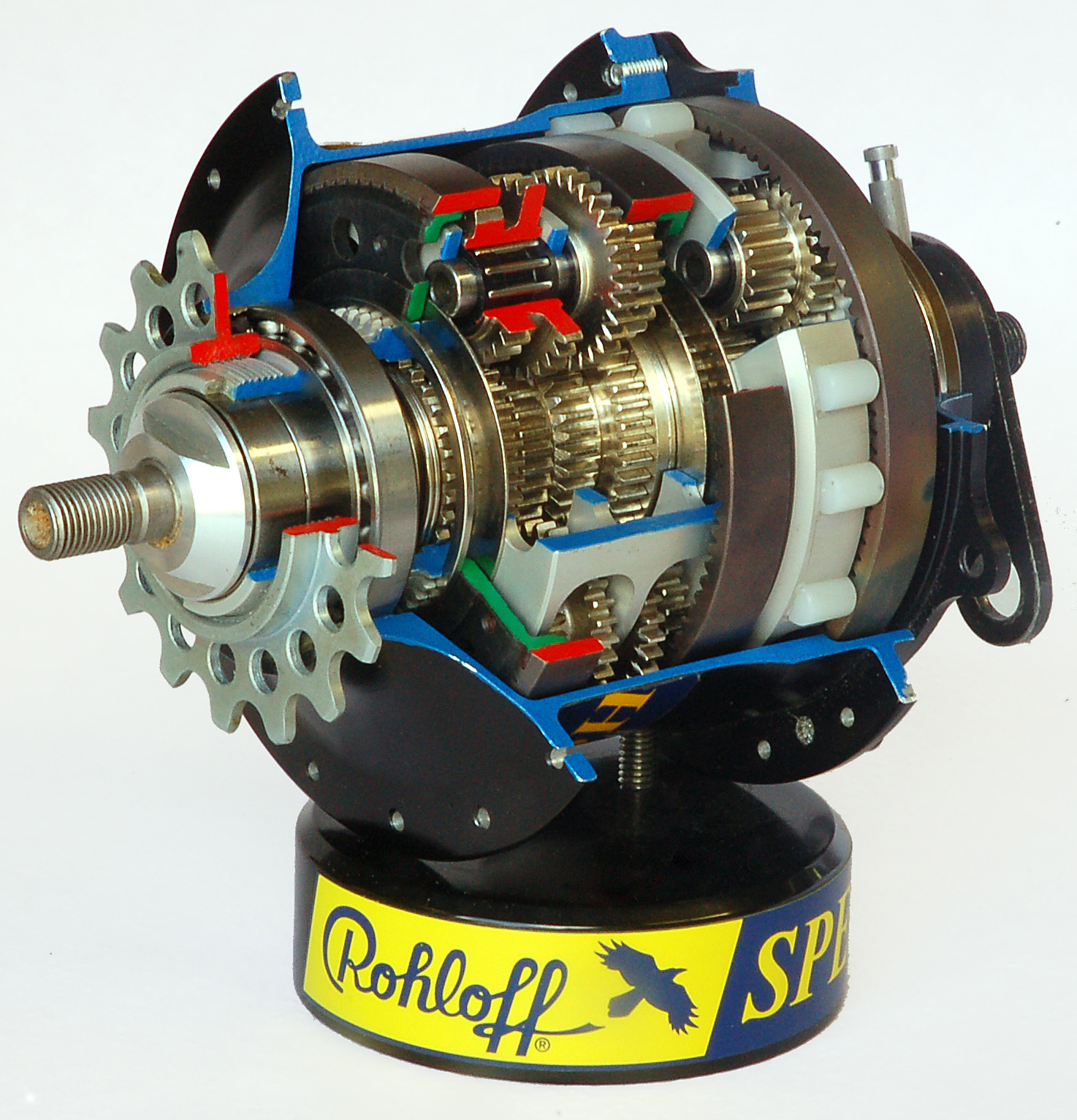
Schnittmodell

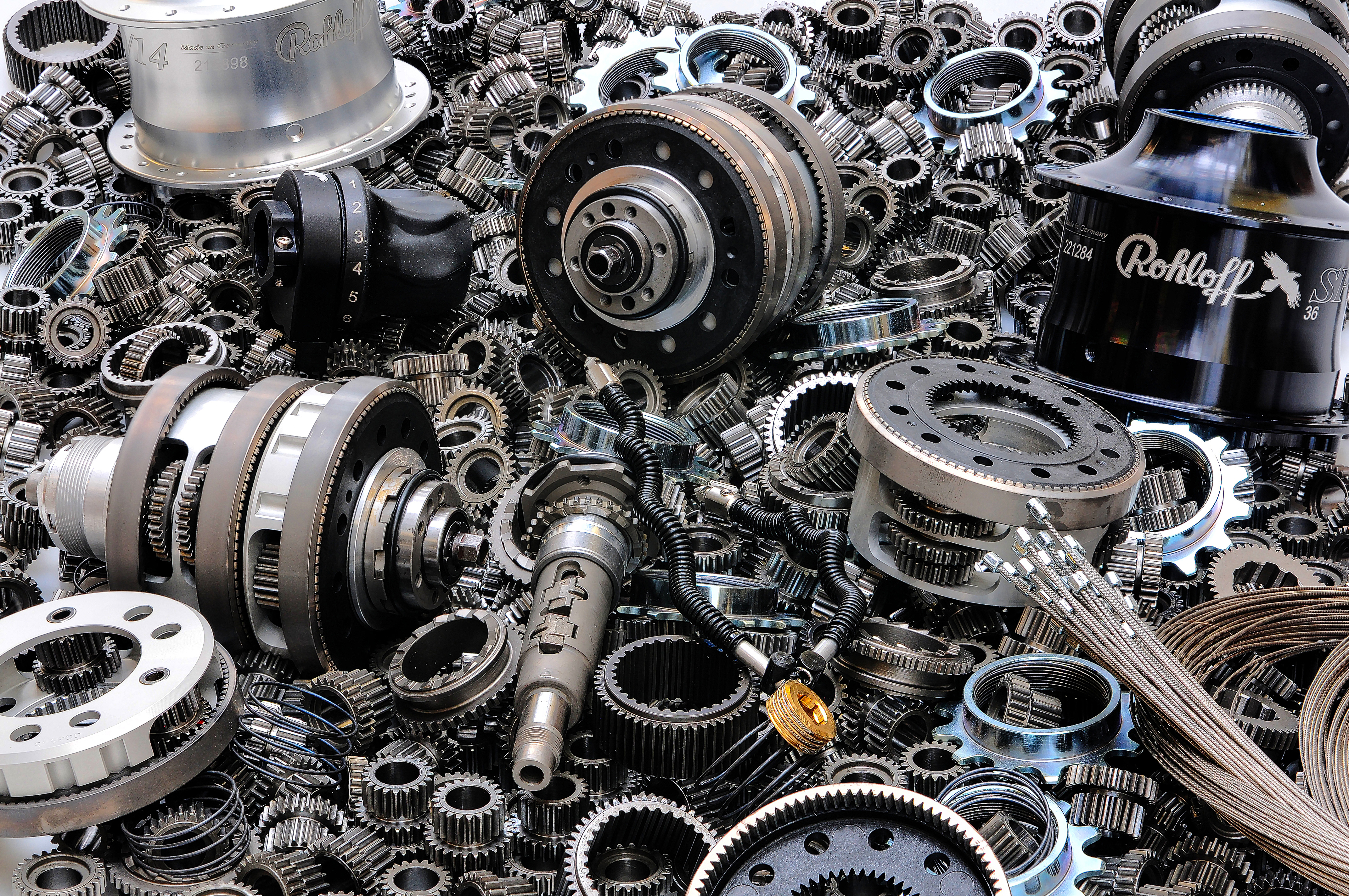
Bauteile mehrerer Speedhub 500-14

Die Speedhub 500/14 ist eine Fahrrad-Nabenschaltung des hessischen Unternehmens Rohloff, die 1999 auf den Markt kam. Die Bezeichnung steht für den Übersetzungsbereich von über 500 Prozent sowie 14 Gänge. Die 14 in gleichmäßigen 13,6-Prozent-Schritten abgestuften Gänge und der Übersetzungsbereich von 526 Prozent waren, ebenso wie die Möglichkeit, die Nabe im Stand zu schalten, bis Mitte der 2010er Jahre das Alleinstellungsmerkmal dieser Getriebenabe – inzwischen allerdings von der Pinion-Tretlagerschaltung mit 18 Gängen und 636 % (11,5 % pro Gang) als „Rekordhalter“ abgelöst und überdies in Konkurrenz zu einer Kindernay-Nabenschaltung mit ebenfalls 14 Gängen.
Mit Preisen ab 1090 Euro wird die Speedhub vorwiegend in hochwertigen Reiserädern, Alltagsrädern von Vielfahrenden, Tandems, Lastenrädern, Velotaxis, E-Bikes und in langstreckentauglichen Mountainbikes eingesetzt.

## Allgemeines
Die Getriebenabe wird nur mit Freilauf angeboten; eine Version mit Rücktrittbremse gibt es nicht. Die Speedhub hat eine Ölbadschmierung. Sie besteht aus 125 Einzelteilen und wiegt je nach Ausführung zwischen 1,7 und 1,99 kg; jährlich werden über 18.000 Exemplare davon hergestellt.

## Versionen
Es gibt mehrere Varianten der Nabe:
| Bezeichnung | Verwendung |
| ----------- | --- |
| TS          | Touring, Schraubachse, d. h. Achse massiv für Muttern (M10x1)                                                    |
| CC          | Cross Country (Querfeldein), Felgenbremse, Achse hohlgebohrt für Schnellspanner                                  |
| A12         | Achsversion für Rahmen mit 12mm Steckachse in Kombination mit Rohloff Reduzierbuchsen + M7 Befestigungsschrauben |
| DB          | Disc Brake, Scheibenbremse                                                                                       |
| E-14        | elektronische Schaltansteuerung für E-Bikes, kompatibel mit Bosch- und Panasonic-Antrieben                       |
| EX          | externe Schaltansteuerung (immer bei Discversion nötig)                                                          |
| OEM         | original equipment manufacturer, Erstausrüster, nur für Rohloff-Ausfallende                                      |
| OEM2        | wie OEM, für Rahmen mit Scheibenbrems-Aufnahme nach internationalem Standard (IS 2000)                           |
| PM          | Für Rahmen mit Scheibenbrems-Aufnahme in PostMount direct Ausführung + PM Bone                                   |
| T           | Tandem |
| XL          | Für Fatbikes, mit 170 oder 177 mm Klemmbreite                                                                    |
| XXL         | wie XL, mit 190 oder 197 mm Klemmbreite                                                                          |
| B           | für 12 mm Steckachse mit 148 mm Einbaubreite (Boost)                                                             |

Es gibt Naben mit Vollachse (Schraubachse), mit hohlen Achsen für Schnellspanner und für 12-mm-Steckachsen.

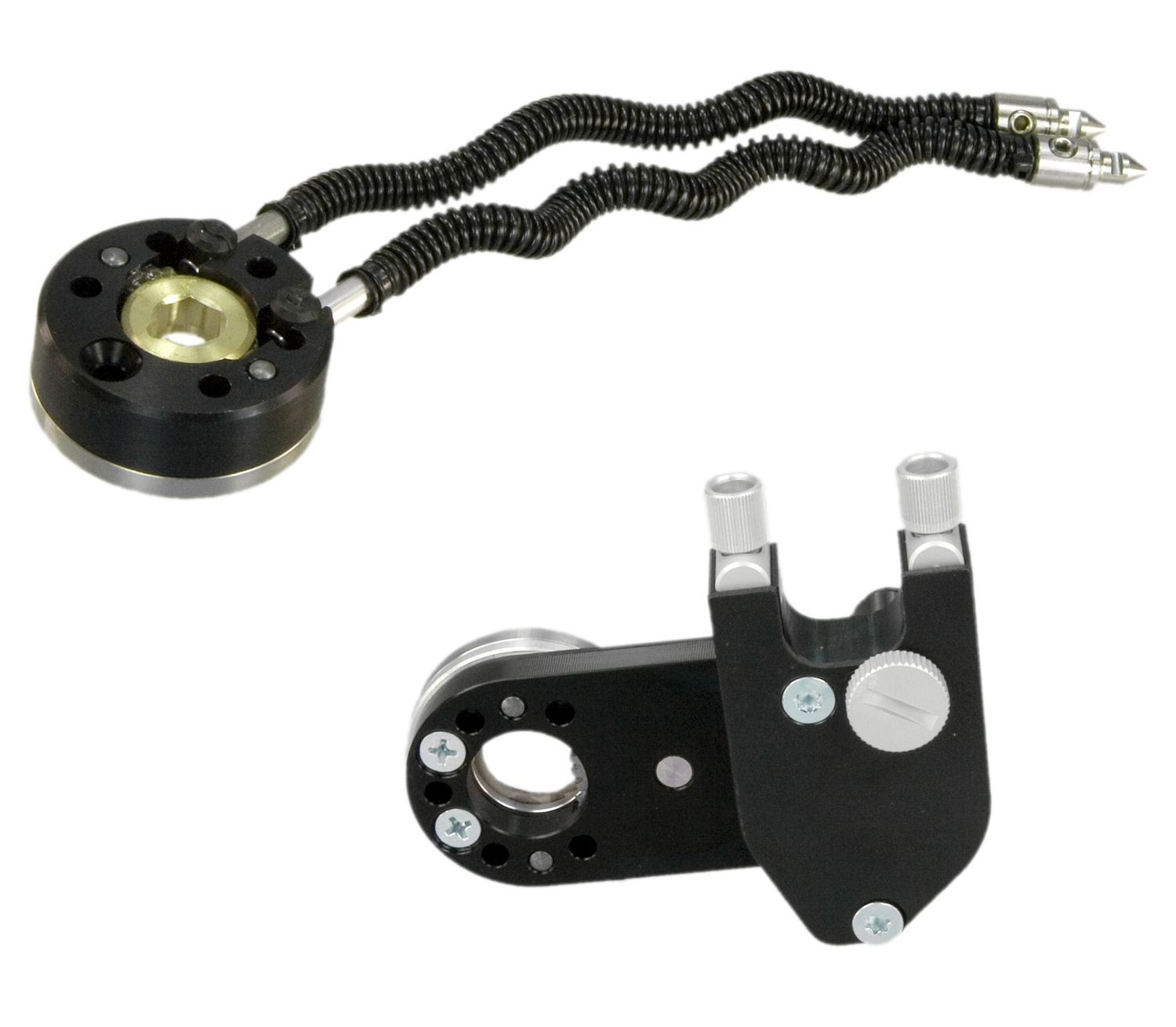
Interne (oben) und externe (unten) Schaltansteuerung der Speedhub 500/14

Je nach Ausfallende am Rahmen wird die Kettenspannung auf unterschiedliche Weise eingestellt: Bei den an Rahmen für Nabenschaltungen üblichen schräg nach vorn offenen Ausfallenden ist der Verstellbereich groß genug (mind. 25 mm), um die Kette durch Verschiebung der Hinterradachse zu spannen. Kurze Ausfallenden von Rahmen für Kettenschaltung machen die Montage eines zusätzlichen federbelasteten Kettenspanners notwendig. Gleiches gilt für Fahrräder mit gefedertem Hinterrad, da sich hier in der Regel der Abstand zwischen Tretlager und Hinterradachse beim Einfedern ändert. Der Einsatz von Schnellspannachsen ist nur für OEM-Ausfallenden sowie kurze, nach unten offene Ausfallenden vorgesehen, weil die Kettenzugkräfte so hoch sind, dass die Achsen sonst nicht von der Anpresskraft des Schnellspanners gehalten werden können.
Es gibt eine interne, eine externe und eine elektronische Schaltansteuerung. Bei der internen Schaltansteuerung können die Bowdenzüge bei Demontage des Laufrades mittels eines Bajonettverschlusses getrennt werden. Bei externer Schaltansteuerung wird der abnehmbare Teil der Ansteuerung („Seilbox“) nach dem Lösen einer Rändelschraube von der Nabe entfernt. Bei Verwendung einer Scheibenbremse muss die externe Schaltansteuerung eingesetzt werden. Zur Verwendung der elektronischen (E-14) Schaltansteuerung wird ein eBike mit Bosch Motor benötigt. Ab 2025 werden alle Speedhubs, immer als Discversion ausgeliefert.
Die Konstruktion war durch mehrere Patente geschützt.

## Technik

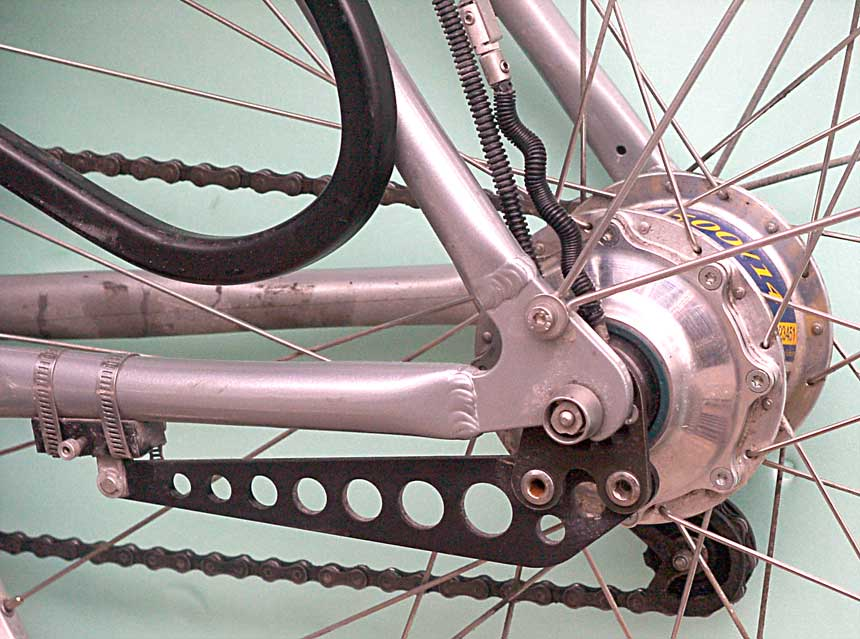
Unten die gelochte Drehmomentstütze, oben der doppelte Schaltzug

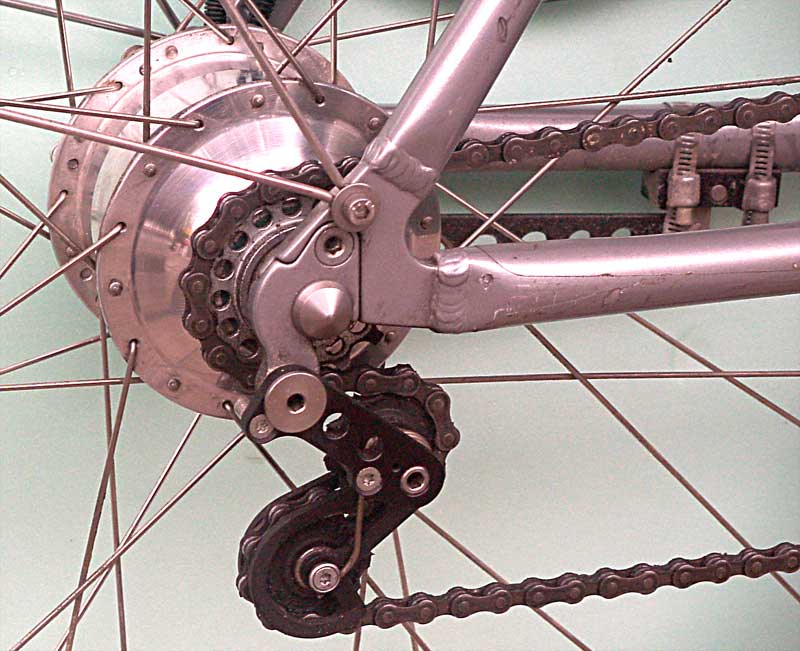
Die Speedhub benötigt bei kurzen Ausfallenden einen Kettenspanner.

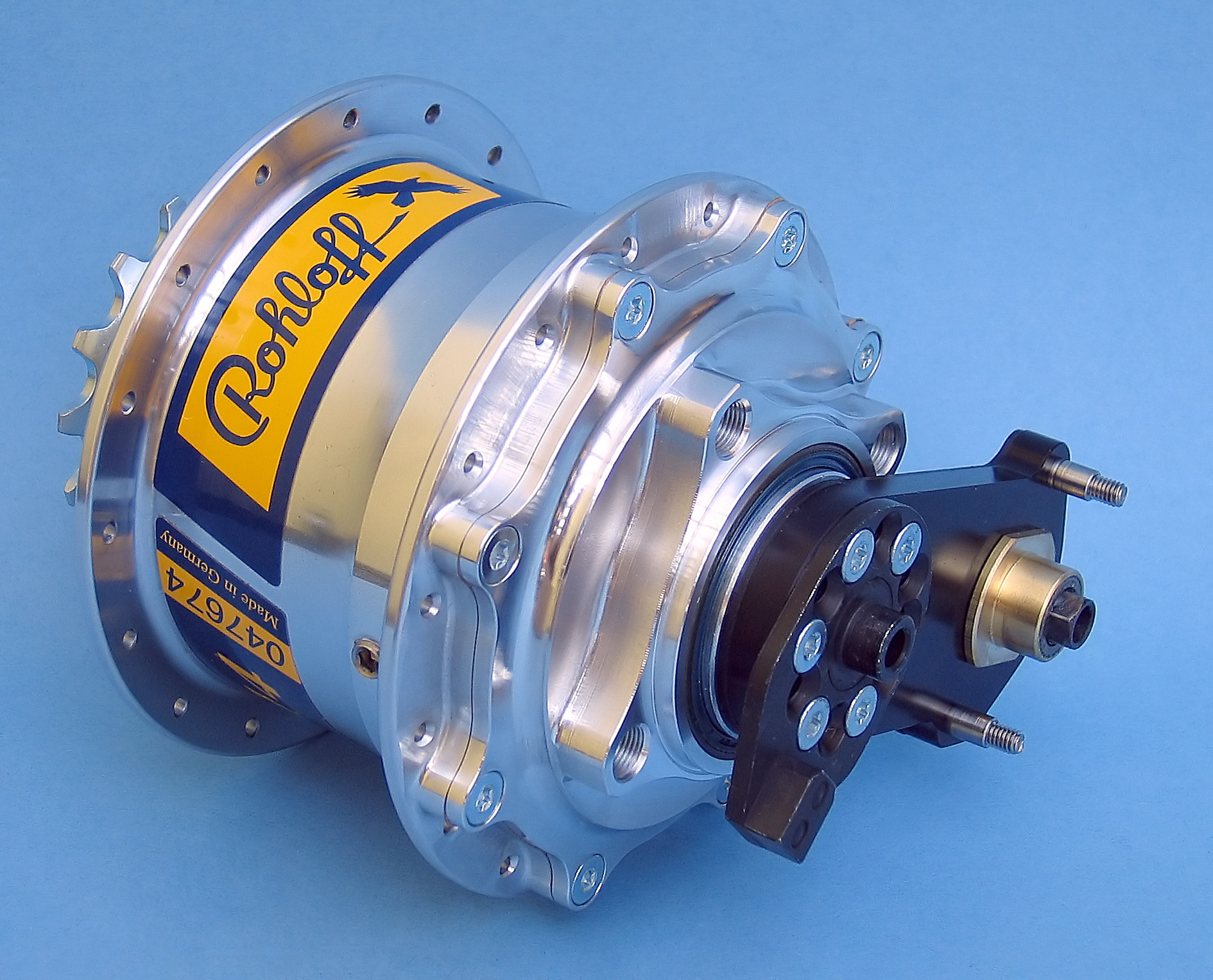
Detailansicht der Nabe

### Getriebeaufbau
Im Inneren der Nabe arbeiten drei hintereinandergeschaltete Planetengetriebe. Die 1. und 2. Getriebestufe sind spiegelbildlich mit baugleichen Zahnrädern aufgebaut, während die 3. Getriebestufe mit anderen Zahnrädern und einem anderen Schema aufgebaut ist.  Das Zusammenspiel der beiden ersten Stufen ergibt insgesamt sieben Gänge, durch Ein- oder Ausschalten der dritten Stufe wird diese Anzahl auf 14 verdoppelt. Alle Planetenräder sind wälzgelagert, um einen hohen Wirkungsgrad zu erreichen.
Das Übersetzungsverhältnis, der Quotient aus Drehzahl des Zahnkranzes und Nabendrehzahl, liegt je nach gewähltem Gang zwischen 1:0,279 und 1:1,467. Der Übersetzungsbereich, also das Verhältnis von größtem zu kleinstem Gang, liegt bei 526 Prozent. Der Übersetzungsbereich ist in 13 gleichmäßige Sprünge um je 13,6 Prozent unterteilt. Der 11. Gang ist als Neutralgang mit dem Übersetzungsverhältnis 1 ausgeführt.
Die Reibungsverluste des Antriebs liegen je nach Gang zwischen einem und fünf Prozent und sind damit nicht größer als die hochwertiger Kettenschaltungen.

### Montage
Das Differenzdrehmoment zwischen der Eingangsseite der Nabe (Zahnkranz) und der Ausgangsseite (Hinterrad) muss wie bei jeder Getriebenabe in den Hinterbau des Rahmens eingeleitet werden. Dies kann durch ein entsprechend geformtes Ausfallende, bzw. mittels eines Adapters („Monkeybone“/„Speedbone“) an der Scheibenbremsaufnahme geschehen (OEM-Versionen) oder alternativ durch die oben gezeigte Drehmomentstütze. Somit wird ein Verdrehen der Achse des Hinterrades innerhalb des Fahrradrahmens beim Treten in die Pedale verhindert.
Der Schaltmechanismus arbeitet zwangsgesteuert über zwei Bowdenzüge und einen Drehschaltgriff. Die Rastung für die Gänge ist bei der Speedhub in die Nabe integriert. Gegenüber der sonst verbreiteten Lösung, die Rastung im Schaltgriff unterzubringen, ist somit die Einstellung der Bowdenzüge zum Drehschaltgriff unkritisch. Lediglich die Gangmarken am Drehgriff stimmen bei falscher Justierung nicht, die Funktion der Schaltung bleibt jedoch erhalten. Bei sehr starker Verstellung der Seilzüge kann der Drehschaltgriff an seinen Anschlag geraten, bevor der erste oder letzte Gang in der Nabe erreicht ist.
Die korrekte Einstellung der Zugspannung ist zwar für die Funktion der Nabe nicht direkt notwendig, beeinflusst jedoch die Schaltpräzision. Wird das Schalten durch zu kleines Spiel in den Zügen schwergängig, so lassen sich die Gänge nicht sauber wechseln. Gleiches gilt bei extrem vergrößertem Spiel in den Schaltzügen.
Der Schaltgriff kann rechts oder links am Lenker montiert werden, und die Drehrichtung zum Schalten in die größeren beziehungsweise kleineren Gänge ist ebenfalls frei wählbar. Sollen die Gangmarkierungen am Schaltgriff lesbar und zutreffend sein, ist jedoch eine bevorzugte Drehrichtung und die Montage am rechten Lenkerende vorgegeben. Eine Montage an herkömmlichen Rennlenkern ist nur am Lenkerende möglich. Es gibt jedoch von Gilles Berthoud einen dreiteiligen Schaltgriff aus Aluminium für Rennlenker.
Im Jahr 2012 wurde ein neuer, leichterer Schaltgriff eingeführt. In der Vergangenheit wurde das Material kritisiert, das sich bei längerem Gebrauch abnutzte, sowie die Tatsache, dass man die eingestellten Gänge nicht erkennen konnte. Beides wurde mit dem neuen Griff behoben.
Seit 2014 wird von cinq5 ein Daumenschalthebel namens Shift:R angeboten; er besteht aus zwei Hebeln, die links und rechts am Lenker montiert werden und jeweils zum Hoch- und Herunterschalten betätigt werden. Auch für Rennlenker ist eine Version erhältlich.
Die Rahmenklemmbreiten entsprechen den heute im Fahrradbau üblichen Standards von 135 mm bis 197 mm. Die Nabe wiegt je nach Ausführung zwischen 1700 g (CC) und 1995 g (CC DB OEM XXL-Fatbike Versionen 190/197 mm). Die Ölfüllung beträgt 25 ml. Der Hersteller empfiehlt, einmal im Jahr, mindestens aber alle 5000 Kilometer das Öl zu wechseln.
Der Zahnkranz der Nabe ist für Fahrradketten 1/2 × 3/32″ (Schaltungsketten 8-fach) oder einen Gates-Zahnriemen ausgelegt.

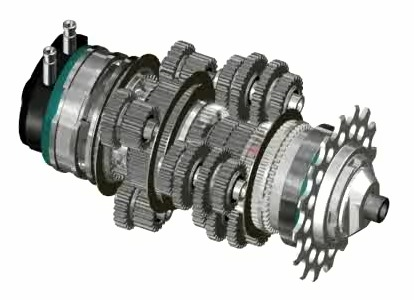
Nabe teilzerlegt mit Planetenrädern (aus der Striptease Video Animation „ein Anzüglicher“ der Fa. Rohloff)
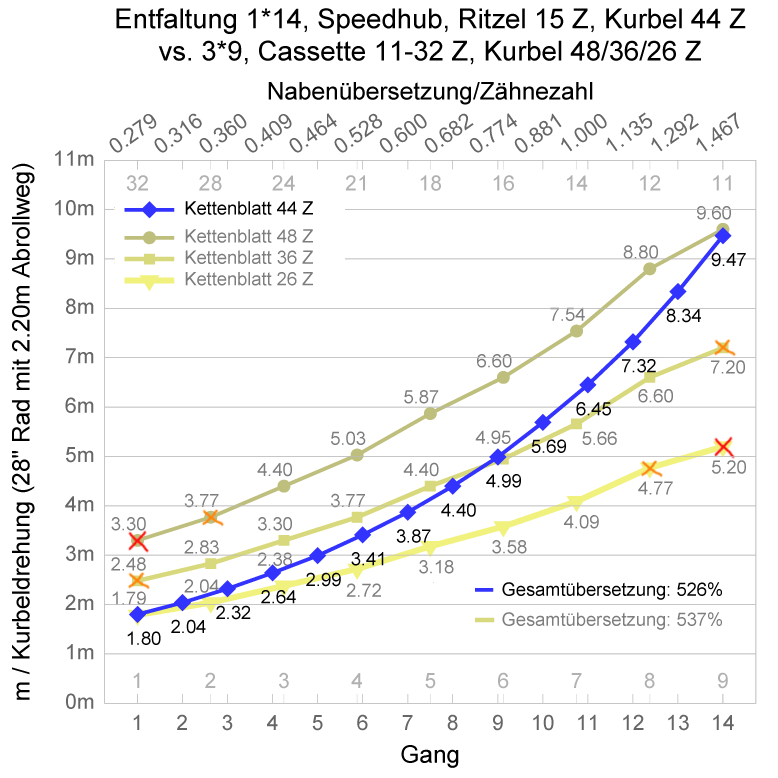
Entfaltung der Speedhub im Vergleich zu einer Kettenschaltung
Explosionszeichnung

### Zahnkränze und Kettenblätter

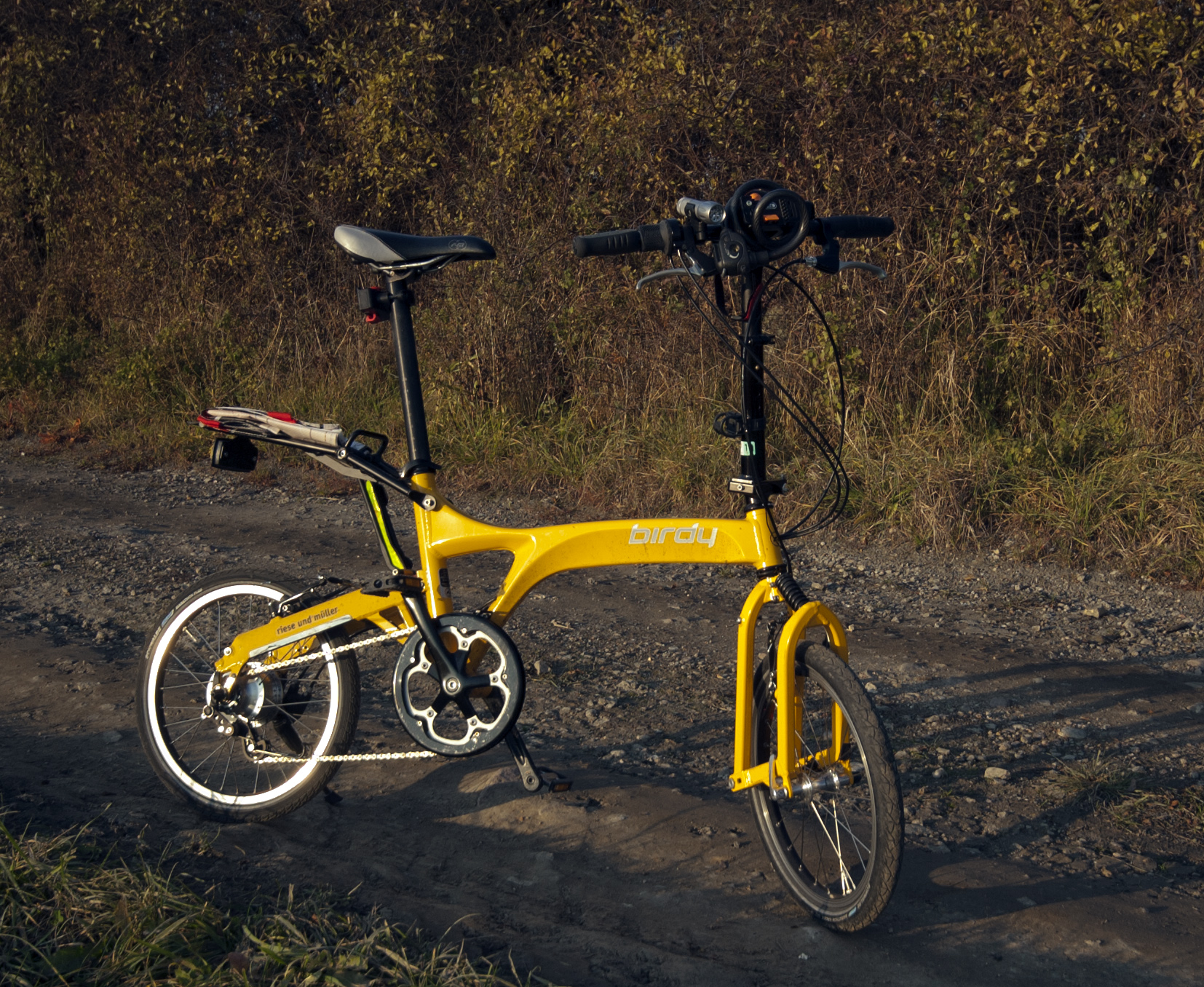
Bei kleinen Laufrädern, hier 18″-Birdy, müssen große Übersetzungen montiert werden.

Ursprünglich wurden die Naben mit Schraubzahnkränzen ausgestattet. Hierbei wurde die Nabe serienmäßig mit einem 16er-Stahlzahnkranz ausgeliefert, es wurden auch Kränze mit 13, 15 und 17 Zähnen angeboten. Die Zahnkränze mit 15, 16 und 17 Zähnen waren dabei als spiegelsymmetrische Wendezahnkränze ausgelegt, um die Standzeit zu erhöhen. Für Fahrräder mit kleinen Laufrädern (zum Beispiel 20″ in Falt- oder Liegerädern) wurde ein spezieller Schraubzahnkranz mit 13 Zähnen angeboten. Damit konnten auch bei diesen Rädern große Entfaltungen erzielt werden. Dieser Zahnkranz erforderte eine geänderte Kettenlinie (58 mm statt 54 mm) und war nicht als Wendezahnkranz ausgelegt, sondern gekröpft. Bei Rahmen, deren Ausfallende dünner als 5 mm ist, musste bei Verwendung des 13er Zahnkranzes und gleichzeitiger Verwendung eines Kettenspanners eine lange Befestigungsschraube für den Kettenspanner verwendet werden.
Der Verkauf der Schraubzahnkränze wurde allerdings seitens Rohloff eingestellt. Schraubzahnkränze können übergangsweise noch mit 16 Zähnen erworben werden. Einzelne Anbieter haben auch noch andere Größen auf Lager. Anstelle der Schraubzahnkränze kommen inzwischen Steckkränze zum Einsatz, die auch ohne Spezialwerkzeug montiert werden können. Ein Adapter („Splined Carrier“) wird hierzu aufgeschraubt und dient als Träger für die Steckzahnkränze, die mit 13 – 19 sowie 21 Zähnen das bisherige Spektrum erweitern. Standard bleibt weiterhin der Zahnkranz mit 16 Zähnen. Die Kettenlinie wird durch den Adapter um 3 mm nach außen verlagert. Falls diese Änderung nicht gewünscht wird, kann ein kompakterer Adapter („Splined Carrier S“) eingesetzt werden, der allerdings nicht mit den Zahnkränzen mit 13 und 14 Zähnen verwendet werden kann.
Für vorne werden Kettenblätter mit 42, 44 oder 46 Zähnen empfohlen. Bei den meisten Rädern ist das 42er-Kettenblatt Standard. Bei Fahrrädern mit kleinen Laufrädern werden vorn auch wesentlich größere Kettenblätter montiert.
Die Speedhub ist mit dem Zahnriemenantrieb Gates Carbon Drive kombinierbar, dies erfordert jedoch besonders steife Ausführungen des Hinterbaus des Rahmens.

### Vergleich mit anderen Schaltungen

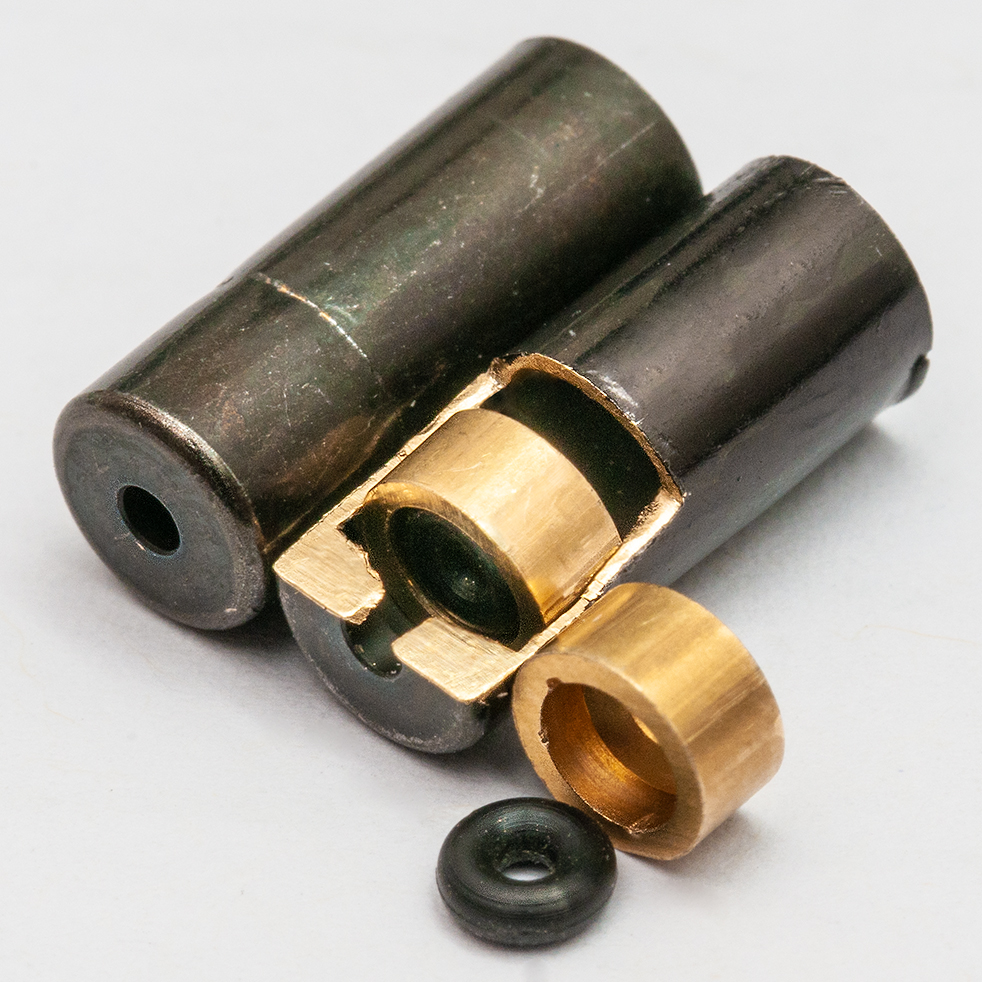
Die Bowdenzugendkappen sind abgedichtet.

#### Wartung und Verschleiß
Im Unterschied zu Kettenschaltungen zeichnen sich Nabenschaltungen durch kompakte, geschlossene Bauformen aus. Die Kette kann leicht mit einem geschlossenen Kettenkasten umgeben werden. Dadurch sind die Antriebselemente (einschließlich der Kette) vor Schmutz und Wasser geschützt. Das Kettenblatt ist unabhängig vom gewählten Gang immer optimal auf den Zahnkranz ausgerichtet. Der bei Kettenschaltungen übliche und verschleißfördernde Schräglauf der Kette wird vermieden. Der Kettenverschleiß lässt sich weiter verringern, indem man eine vergleichsweise breite Kette montiert (1/2 × 1/8). Allerdings sind praktisch alle aktuellen Nabenschaltungen und Einfachkurbelgarnituren für schmale Ketten (1/2 × 3/32) ausgelegt, so dass dieser Vorteil kaum eine Rolle spielt. Insgesamt ist die Schaltung sehr wartungsarm. Ein weiterer Vorteil im Vergleich zu Kettenschaltungen ist die Möglichkeit, das Hinterrad symmetrisch einzuspeichen. Dies vermindert die Gefahr von Speichenbrüchen.
Innerhalb der Nabe tritt kein nennenswerter Verschleiß auf. Wartungsdurchsichten mit prophylaktischem Austausch der Verschleißteile finden nur beim Hersteller statt, sind aber erst nach rund 100.000 km fällig.
Die Nabe wird überwiegend von Fahrradreisenden sowie Mountainbike-Extremsportlern eingesetzt. Für diese Gruppe ist Zuverlässigkeit und Haltbarkeit wichtiger als der Preis. An Alltagsrädern findet man die Speedhub 500/14 nur selten, da der Preis für die Mehrzahl der Radfahrer im individuellen Kosten-Nutzen-Vergleich zu hoch ist (Straßenpreise: Speedhub 500/14 ab ca. 800 Euro, Shimano SG-S700 ab ca. 300 Euro).

#### Übersetzungsbereich
Der Übersetzungsbereich der Speedhub 500/14 von 5,26 ist größer als der anderer Schaltnaben und entspricht dem üblicher Kettenschaltungen. Er entspricht z. B. in realer Gangzahl und durchschnittlichen Gangsprüngen einer 2*11-Schaltung mit 48/32 Z vorne und 11-40 Z hinten oder einer 3*10-.Schaltung mit 48/38/28 Z vorne und 11-34 Z hinten.
Die Spreizung zwischen benachbarten Gängen liegt bei der Speedhub stets und unabänderlich dicht bei 1,136 („13,6 %“). Dieses bei Kettenschaltungen nicht realisierbare Gleichmaß wird gestört durch Wirkungsgradunterschiede. Die eher höhere Spreizung, die üblichen Mountainbike-Kassetten entspricht, macht es bei fester Gangzahl von 14 möglich, auch lange Steigungen mit Gepäck und kurzzeitig extreme Steigungen von um 20 % zu fahren. Im Flachland bevorzugen manche Fahrer in hohen Gängen eine geringere Spreizung und damit kleinere Gangsprünge – Rennradkassetten haben z. B. Gangsprünge von durchschnittlich um 10 % (11-28 entspricht bei elffacher Schaltung durchschnittlich 9,8 %, Sprünge von 7,1 % [15-14] bis 13,3 % [17-15]). Im Stadtverkehr mit häufigem Anfahren bevorzugen demgegenüber manche Biker eine größere Spreizung zwischen den kleinen Gängen, wie sie bei Schaltungen mit wenig Gängen üblich und wohl auch zwangsläufig ist, wenn man nicht auf Geschwindigkeit und Steigungstauglichkeit verzichten will; 1*7 mit 11-28 Z kommt so z. B. auf durchschnittlich 16,8 %, die im Vergleich zum Rennrad konstanter zwischen den Gängen stehen (14,3 % [24-21] bis 20 % [18-15]). Die alte Sachs Dreigang kam gar auf je 36 %, was einer Kettenschaltung mit 11, 15 und 20 Zähnen entspräche.

#### Bedienung
Zum Schalten der Gänge gibt es einen Drehgriff, der nicht mit Rennlenkern kompatibel ist. Es gibt „zusammengesteckte“, aber sehr breite Rennlenker oder spezielle Vorbauten, die einen Rohloff-Drehgriff aufnehmen, deren Auswahl jedoch eingeschränkt ist. Drittanbieter haben Lösungen entwickelt, die eine Verwendung mit handelsüblichen Schalt-Bremsgriffen erlaubt. Für E-Bikes mit Bosch- oder Panasonic-Antrieb ist die elektronische Schaltung E-14 verfügbar.
Die Bedienung ist einfach, da alle 14 Gänge mit nur einem Griff geschaltet werden. Hingegen haben die meisten Kettenschaltungen und auch manche ältere Nabenschaltungen zwei Schaltgriffe (Sturmey Archer 5-Gang bis ca. 1980).
Viele Schaltungen haben am Lenker eine Rastung. Da die Gänge jedoch am Hinterrad gewechselt werden, stören Reibung und Elastizität der Schaltzüge und Kabelhüllen das saubere Schalten. Der Schaltantrieb der Rohloff Speedhub rastet innerhalb der Nabe. Sie ist damit die einzige Fahrradschaltung, bei der Einstellarbeiten entfallen.
Das Fahren in den Gängen 5 und 7 wirkt oftmals laut, da sich bei diesen beiden Gängen alle Zahnräder der Planetengetriebe drehen. Die Geräuschentwicklung variiert von Nabe zu Nabe. In Verbindung mit manchen Rahmentypen können zusätzlich Resonanzen auftreten, welche die Geräusche der Nabe verstärken. Innerhalb der Einfahrzeit von etwa 1000 Kilometern verringert sich die Geräuschentwicklung. Fehlendes oder für Winterbetrieb verdünntes Getriebeöl kann ebenfalls eine Ursache von erhöhter Geräuschentwicklung sein.
Mit 1,7 kg ist die Nabe kaum schwerer als eine Shimano XT-Kettenschaltung, jedoch vergleichbar mit anderen Nabenschaltungen.

#### Vergleich zu anderen Getriebeschaltungen
Der Marktführer Shimano hat 2010 ein Konkurrenzprodukt auf den Markt gebracht. Die Shimano-Nabenschaltung SG-S700 hat bei etwa 35 Prozent des Preises der Speedhub (rund 300 Euro) 11 Gänge, ist knapp 10 Prozent schwerer als die Speedhub 500/14, ebenfalls mit Ölbadschmierung ausgerüstet und hat ein Übersetzungsverhältnis von 409 Prozent (durchschnittlich 15,1 % pro Gang). Sie ist jedoch nicht für die im sportlichen Geländeeinsatz auftretenden Belastungen ausgelegt und somit nicht für den MTB-Einsatz freigegeben. Dies trifft außerdem auf die Verwendung in Tandems und Lastenrädern zu: Nur die hochwertigen und -preisigen Getriebeschaltungen von Rohloff, Pinion (seit etwa 2015) und Kindernay (seit etwa 2021) haben dafür eine Freigabe des Herstellers – wobei es sich bei der Pinion, anders als bei der Speedhub und der Kindernay, um eine 18-Gang-Tretlagerschaltung handelt.

### Technische Daten

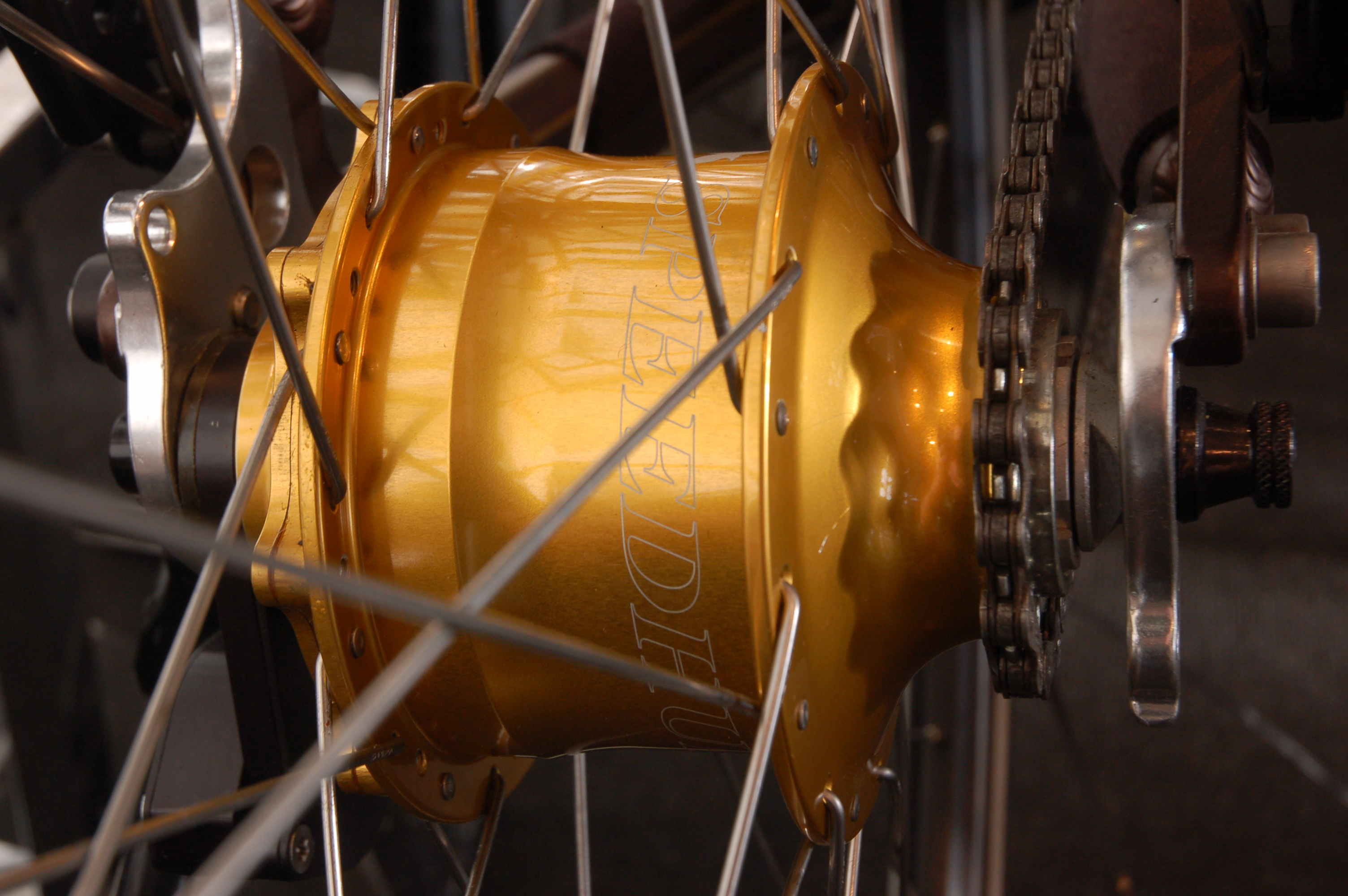
Sonderausführung Gold eloxiert

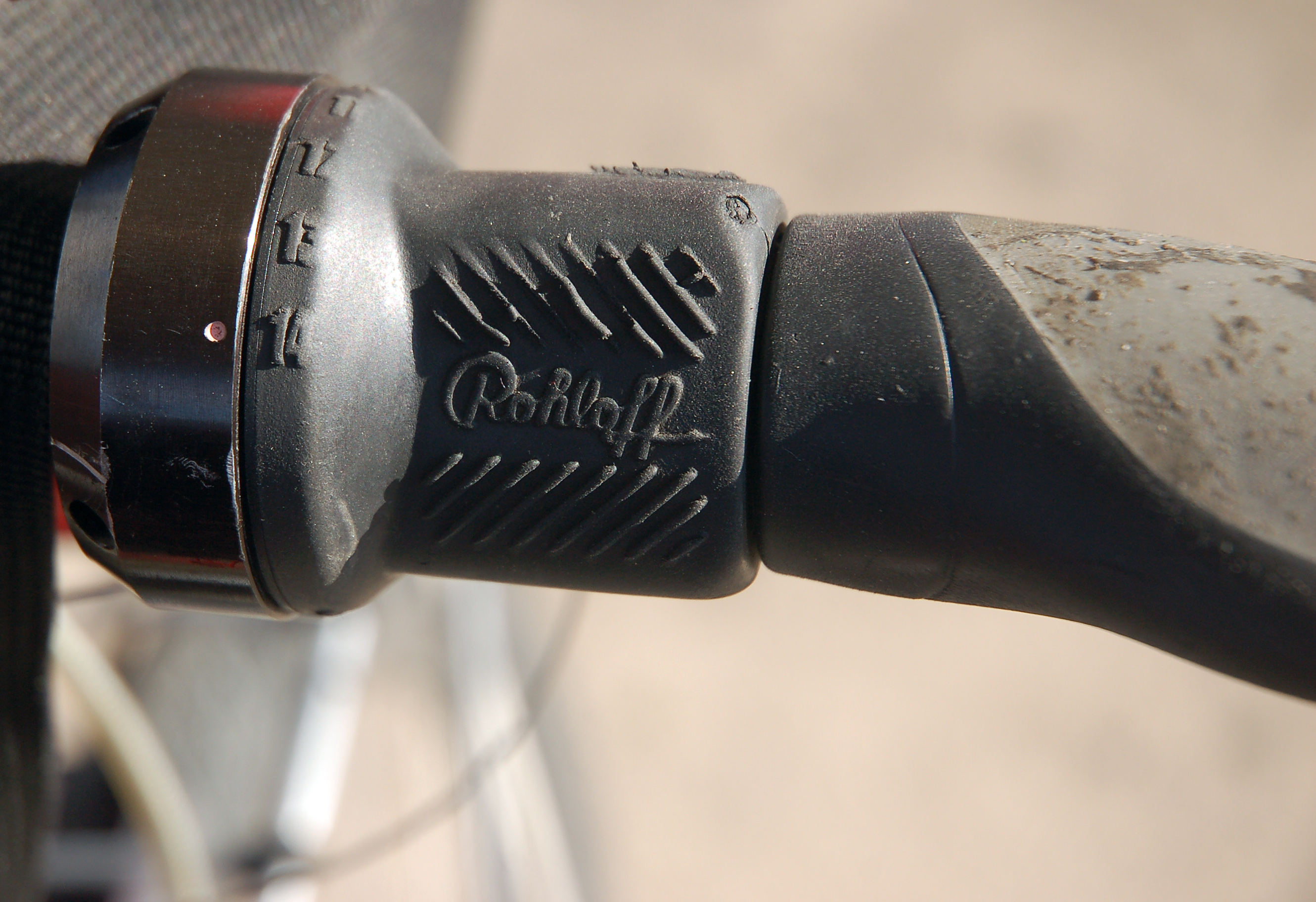
Drehschaltgriff für Speedhub, 1. Generation

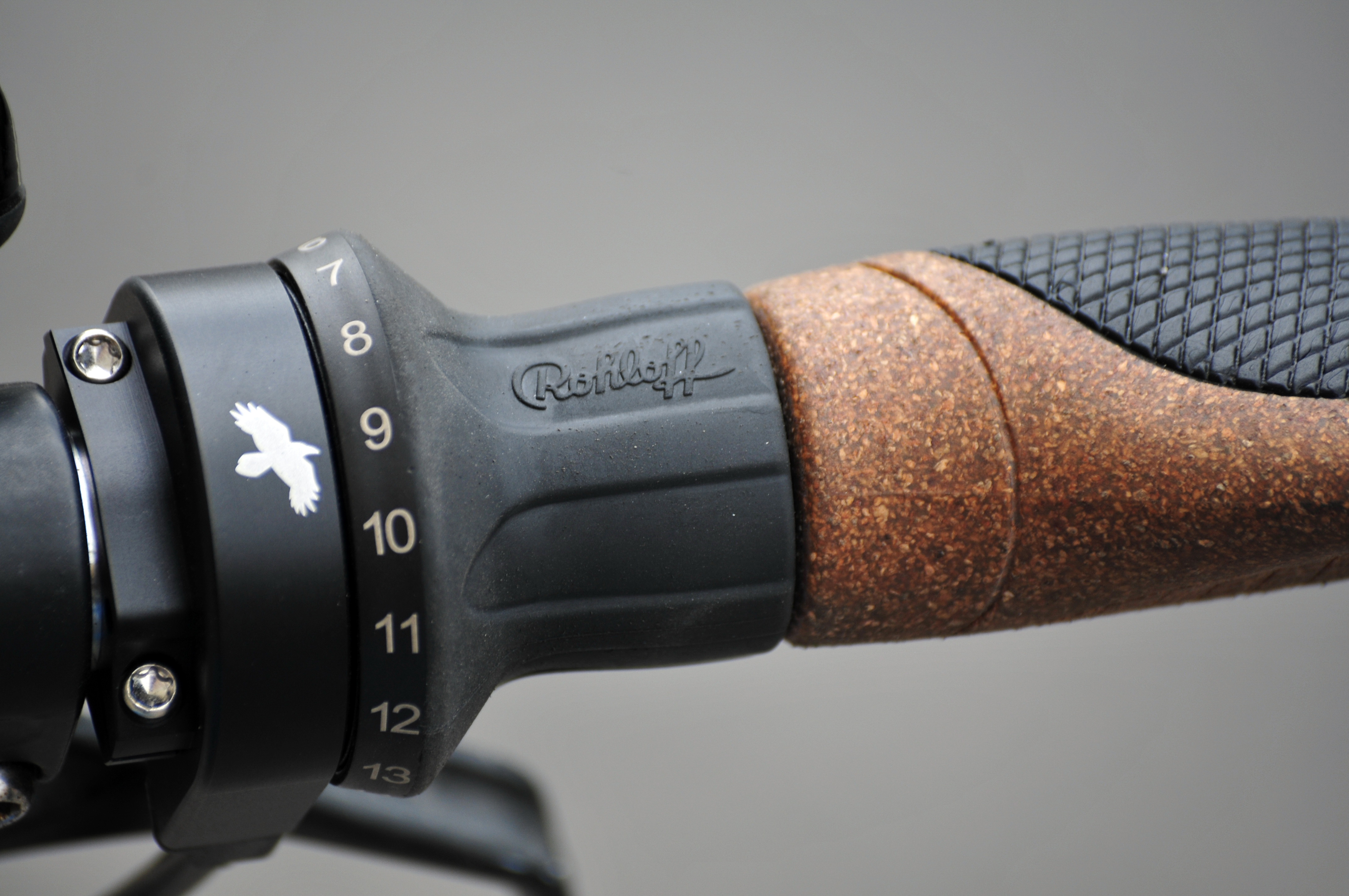
Schaltgriff, 2. Generation

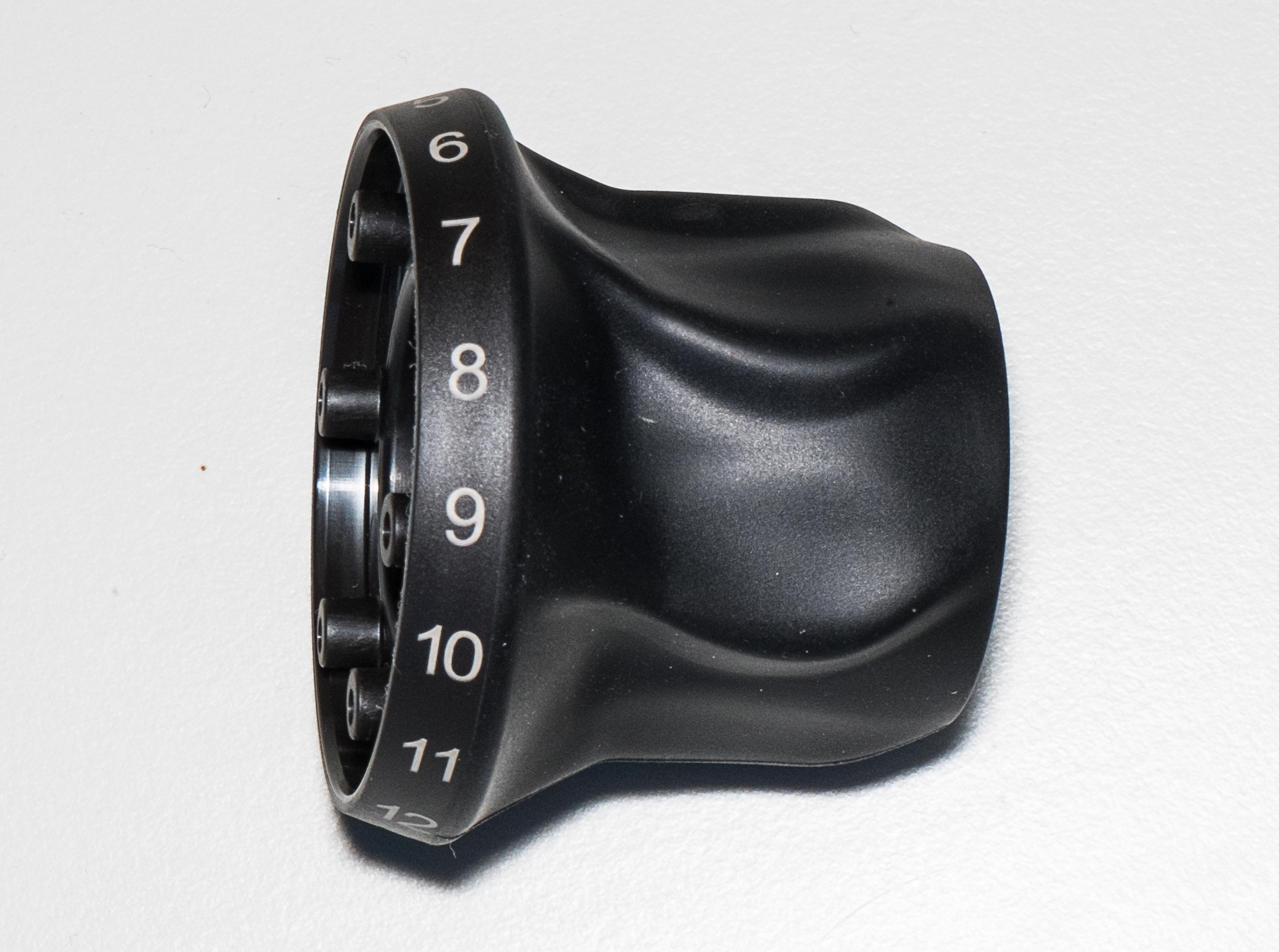
Schaltgriff, 3. Generation

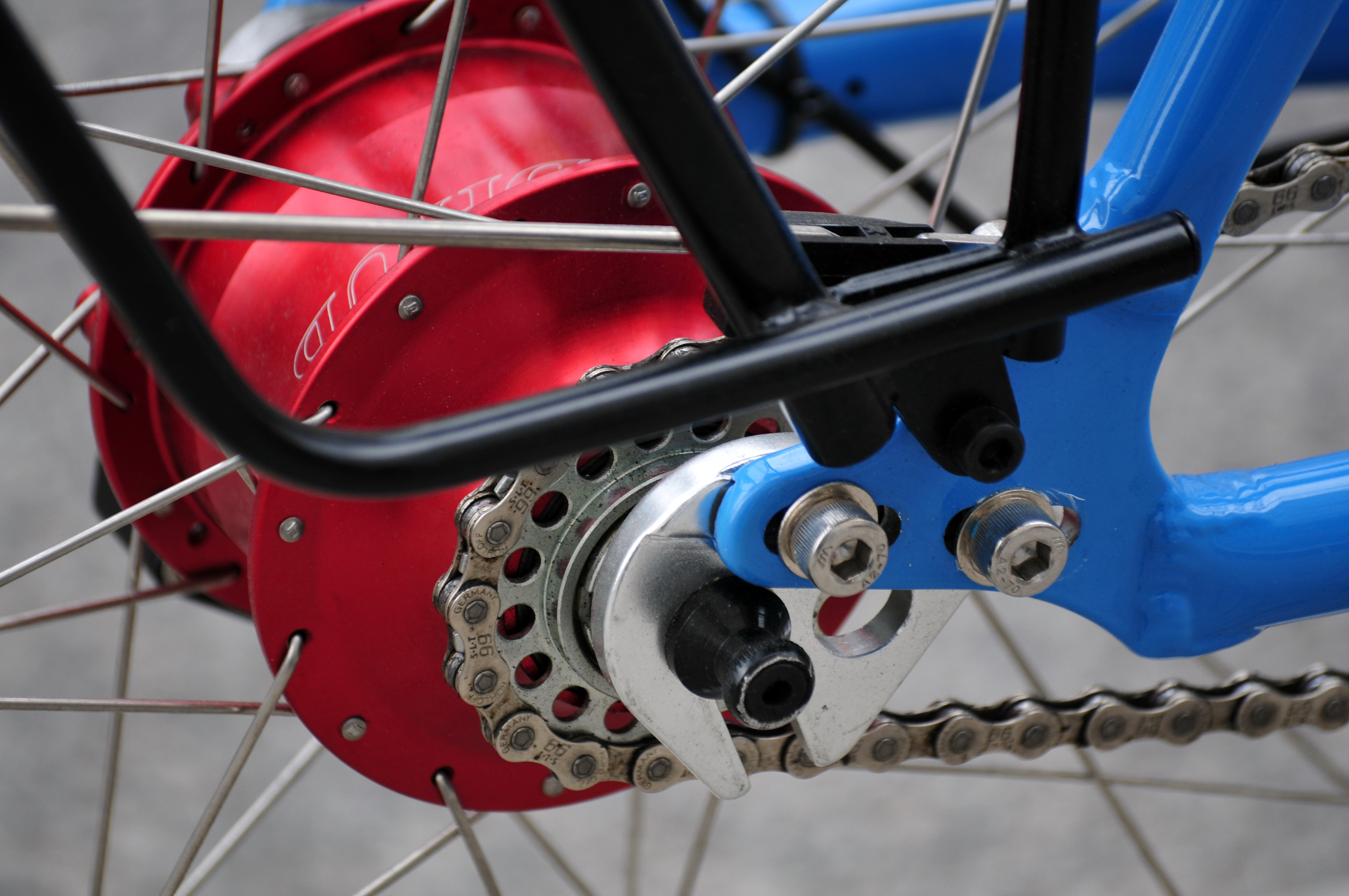
OEM-Ausfallende

| Speichenflanschabstand:        | 60 mm, symmetrisch                                              |
| Speichenlochkreis:             | 100 mm                                                          |
| Speichenanzahl:                | 32; seit 2011 auch 36                                           |
| Durchmesser am Ausfallende:    | 9,8 mm                                                          |
| Ölfüllung:                     | 25 ml                                                           |
| Zahnkranzgewinde:              | M34 × 6 P6, Toleranzfeld H6                                     |
| Kettenlinie:                   | 54 mm                                                           |
| Schaltgriffdrehwinkel je Gang: | 21°                                                             |
| Schaltseilzug je Gangwechsel:  | 7,4 mm                                                          |
| Oberfläche des Gehäuses:       | Aluminium poliert oder in rot oder schwarz eloxiert (seit 2009) |
| Masse:                         | 1700 g (CC), 1800 g (CC EX), 1825 g (CC DB)                     |